# Nanotubo di carbonio

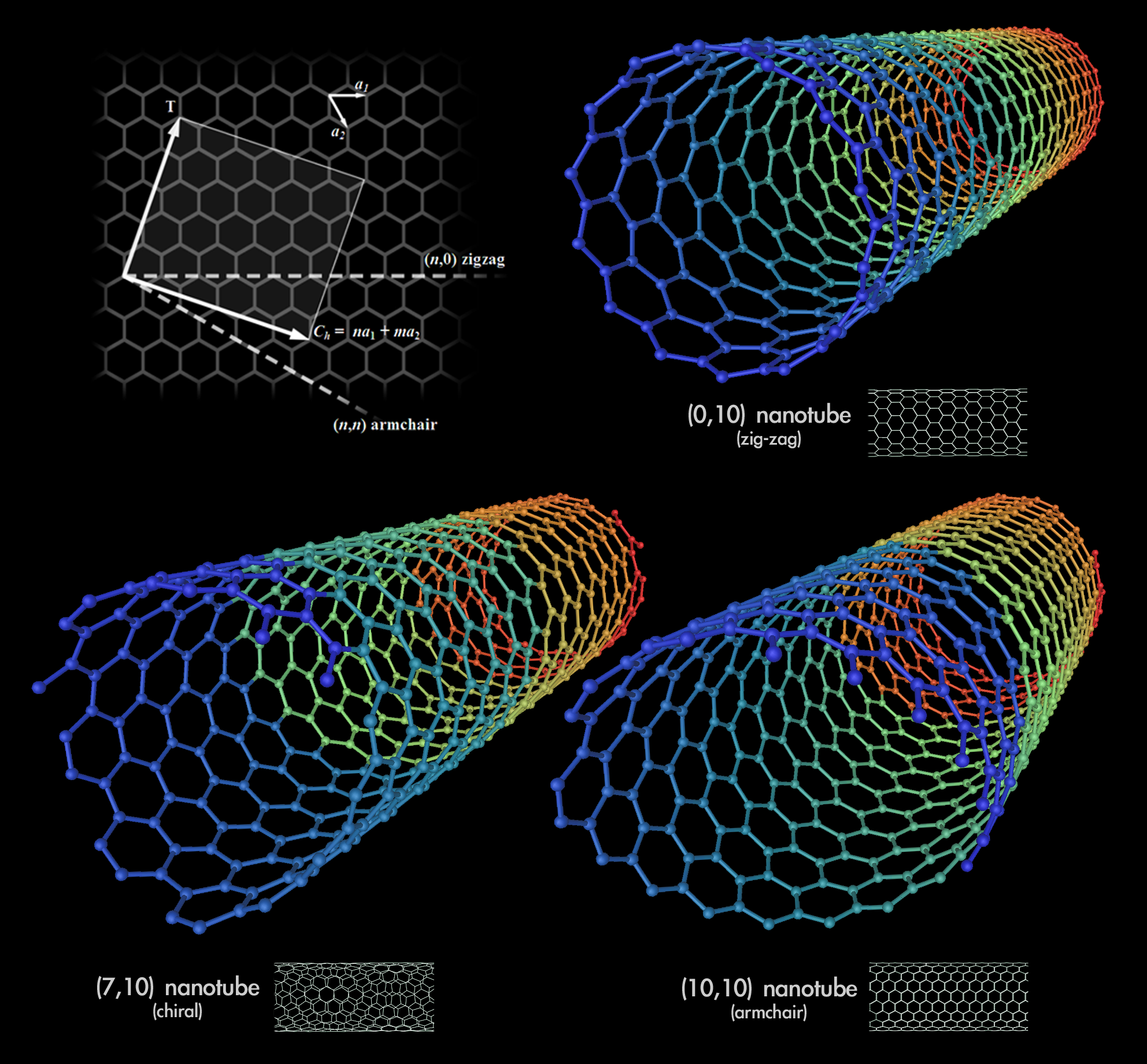
Modelli 3D di tre differenti tipi di nanotubi a parete singola.

I nanotubi di carbonio sono stati scoperti nel 1985 dal chimico statunitense Richard E. Smalley, il quale realizzò che, in particolari situazioni, gli atomi di carbonio compongono delle strutture ordinate di forma sferica: i fullereni. La struttura, dopo un successivo rilassamento, tende ad arrotolarsi su sé stessa, ottenendo la tipica struttura cilindrica. Possono essere visti, analogamente al fullerene, come una delle forme allotropiche del carbonio.

## Descrizione
Esistono vari nanotubi. A grandi linee si possono suddividere in due tipi: 
- nanotubo a parete singola o SWCNT (Single-Walled Carbon NanoTube): costituito da un singolo foglio grafitico avvolto su se stesso;
- nanotubo a parete multipla o MWCNT (Multi-Walled Carbon NanoTube): formato da più fogli avvolti coassialmente uno sull'altro.

Il corpo del nanotubo è formato da soli esagoni, mentre le strutture di chiusura sono formate da esagoni e pentagoni, esattamente come i fullereni. Per questa ragione i nanotubi possono essere considerati come una specie di fullereni giganti. Proprio per questa conformazione di esagoni e pentagoni, i nanotubi presentano spesso difetti strutturali o imperfezioni che deformano il cilindro. Il diametro di un nanotubo a parete singola non supportato è compreso tra un minimo di 0,4 nm e un massimo di 6 nm. L'elevatissimo rapporto tra lunghezza e diametro (nell'ordine di 104) consente di considerarli come delle nanostrutture virtualmente monodimensionali e conferisce proprietà peculiari a queste molecole.

## Scoperta
Anche se la scoperta dei nanotubi di carbonio è spesso attribuita al giapponese Sumio Iijima, ricercatore della NEC Corporation, nota industria elettronica nipponica, nel 1991, in realtà la storia della scoperta dei nanotubi è molto più articolata ed è cominciata assai prima.
I primi lavori su fibre grafitiche cave risalgono infatti già al 1952 a opera di ricercatori russi, ma il fatto di aver pubblicato i risultati della loro ricerca in russo ne ostacolò la diffusione in ambito occidentale.

### Proprietà e possibili usi

Animazione della struttura di un nanotubo.

A partire dalla scoperta dei nanotubi sono stati fatti numerosi studi per determinare le loro proprietà fisiche e chimiche, sia per sperimentazione diretta sui campioni, sia utilizzando simulazioni al computer. Allo stesso tempo i ricercatori stanno sviluppando sistemi efficaci per poter sfruttare praticamente queste proprietà.
Il nanotubo a singola parete è un materiale molto resistente alla trazione. Possiede interessanti proprietà elettriche: a seconda del suo diametro o della sua chiralità (il modo con cui i legami carbonio-carbonio si susseguono lungo la circonferenza del tubo) può essere un conduttore di corrente, come un metallo, o un semiconduttore, come il silicio dei microchip, aprendo così le porte alla ricerca di nuovi metodi di costruzione nel campo dell'elettronica, realizzando chip sempre più piccoli e veloci.
I possibili utilizzi sono: transistor, LED, Laser a ultravioletti, attuatori ecc.
Recentemente i nanotubi di carbonio sono stati utilizzati anche per applicazioni biomediche. Varie funzionalizzazioni hanno permesso di renderli solubili in acqua favorendo la biocompatibilità e riducendone drasticamente la citotossicità.  I nanotubi perciò servono come carriers di farmaci, potenziali agenti per il trattamento del tumore al rene e per aumentare l'attività neuronale. Nel campo diagnostico sono stati recentemente studiati in vitro ed in vivo, su suini, come possibili agenti di contrasto ecografici. (http://www.pnas.org/content/109/41/16612.long)

### Applicazioni in ambito biomedico[4]
Recentemente i nanotubi di carbonio sono stati utilizzati anche per applicazioni biomediche.
La possibilità di funzionalizzare la superficie in modo da rendere i nanotubi solubili in acqua ne favorisce la biocompatibilità e ne riduce drasticamente la citotossicità. Inoltre, considerando l’abilità di queste strutture di attraversare le membrane biologiche, è facile capire il motivo per cui i CNTs risultano particolarmente adatti all’utilizzo in ambito di drug delivery, nanoteranostica e ingegneria tissutale:
- Le proprietà elettroniche e l’elevato rapporto tra superficie e volume li rendono efficaci come biodetectors altamente sensibili;
- L’elevata possibilità di funzionalizzazione rende possibile l’utilizzo come biosensori, capaci, attraverso specifiche proteine legate alla superficie del nanotubo, di riconoscere con estrema precisione i target biologici da raggiungere, come ad esempio cellule tumorali;
- Grazie all’interazione con la radiazione infrarossa sono efficaci come agente terapeutico. Infatti, a differenza dei tessuti umani, i CNTs sono sensibili a queste frequenze; ciò significa che l’irraggiamento da parte di tale radiazione porta ad un surriscaldamento dei nanotubi, che possono venir indirizzati verso cellule tumorali, particolarmente sensibili al calore;
- Le proprietà antimicrobiche portano, se a diretto contatto con i microrganismi avversi al corpo umano, ad un danneggiamento della membrana cellulare e quindi alla disattivazione;
- In ingegneria tissutale vengono utilizzati come scaffold per la rigenerazione di tessuto cardiaco e neuronale;
- È stata inoltre indagata la possibilità di inglobare all’interno della cavità piccole molecole, a formare una nanocapsula.

### Resistenza meccanica
La resistenza meccanica di un corpo dipende da numerosi fattori, tra i quali la forza dei legami atomo-atomo del materiale costruttivo e l'assenza di difetti strutturali nel reticolo. La presenza di difetti gioca un ruolo fondamentale nei processi di rottura per trazione, dato che per rompere un corpo completamente privo di difetti sarebbe necessario vincere nello stesso istante tutte le forze di coesione di tutta la superficie perpendicolare alla direzione di trazione. Nella realtà la presenza di difetti diminuisce enormemente la forza necessaria a rompere l'oggetto. Per portare a rottura un nanotubo privo di difetti occorre quindi spezzare tutti i legami ibridizzati carbonio-carbonio che lo compongono. La tensione di rottura di un nanotubo a singola parete privo di difetti è quindi paragonabile al valore teorico corrispondente al legame carbonio-carbonio in un anello benzenico; questa caratteristica lo rende il materiale organico più resistente, in grado di rivaleggiare con materiali inorganici monocristallini (i cosiddetti whiskers). Una fibra sintetica costituita da nanotubi di carbonio sarebbe quindi la più resistente mai realizzata. È stato calcolato che un nanotubo ideale avrebbe una resistenza alla trazione 100 volte più grande di quella di una barretta d'acciaio ma con un peso 6 volte minore.
Se le proprietà di resistenza vengono rapportate alla densità del materiale (la cosiddetta resistenza specifica), allora possiamo affermare che il nanotubo è il miglior materiale che la chimica abbia prodotto. Inoltre va ricordato che i nanotubi non sono solamente resistenti alla rottura per trazione, ma sono anche molto flessibili, e possono essere piegati ripetitivamente fino a circa 90° senza rompersi o danneggiarsi. L'estrema resistenza, unita alla loro flessibilità, li rende ideali per l'uso come fibre di rinforzo nei materiali compositi ad alte prestazioni, in sostituzione delle normali fibre di carbonio, del kevlar o delle fibre di vetro.
Alcune applicazioni per il momento fantascientifiche sono l'uso dei nanotubi per la costruzione di nanomacchine (addirittura di pinze per “afferrare” gli atomi), oppure la realizzazione di una fune chilometrica, la cui resistenza consentirebbe di costruire un ascensore per lo spazio (dall'idea di Arthur C. Clarke descritta nel romanzo Le fontane del Paradiso).

### Sensibilità ai campi elettrici
I nanotubi possono essere trattati in maniera da diventare estremamente sensibili alla presenza di campi elettrici di elevata intensità. Infatti essi reagiscono a tali campi piegandosi fino a 90°, per riprendere la forma originale non appena il campo elettrico viene interrotto. Le sperimentazioni in tal senso hanno dimostrato che è possibile influenzare la frequenza di risonanza naturale del nanotubo, la quale dipende dalla lunghezza, dal diametro (come per qualsiasi sistema dinamico) e dalla morfologia; tale interessante proprietà potrebbe essere sfruttata in numerose applicazioni di nanotecnologia (nanobilance e nanoattuatori elettromeccanici).

### Conduttività

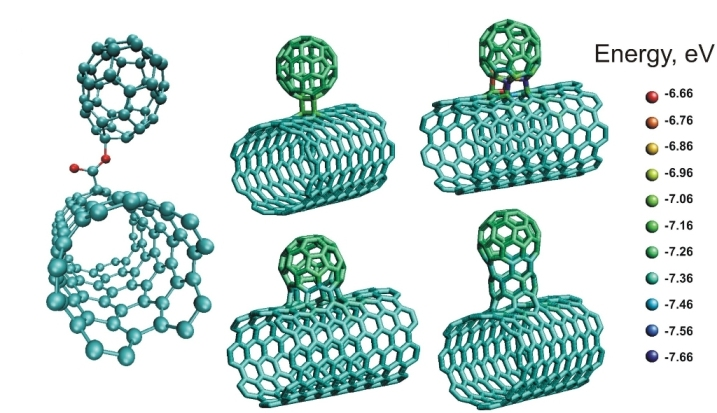
Modelli al computer di nanotubi stabili.

La struttura elettronica dei nanotubi è molto simile a quella della grafite, dotata di buone capacità di conduzione in direzione planare, e sarebbe quindi lecito aspettarsi un comportamento simile. I nanotubi hanno invece mostrato sorprendenti proprietà di conduttività che cambiano secondo la loro geometria: alcuni mostrano un comportamento metallico, altri comportamento metallico o semiconduttore a seconda dei casi. È stato notato anche che, in determinate condizioni, gli elettroni possono passare all'interno di un nanotubo senza scaldarlo (fenomeno detto conduzione balistica).
Queste proprietà rendono i nanotubi molto interessanti per lo sviluppo di nanocavi o cavi quantici, che potrebbero affiancare il silicio nel campo dei materiali per l'elettronica, e consentire il passaggio dalla microelettronica alla nanoelettronica. Un processore con transistor di nanotubi potrebbe facilmente raggiungere i 1000 GHz, superando tutte le barriere di miniaturizzazione e di dissipazione termica che l'attuale tecnologia al silicio impone. Per fare ciò occorrerebbe però sviluppare una tecnica di produzione di nanotubi di forme e dimensioni diverse e strettamente controllabile, cosa al momento ancora impossibile, oltreché la capacità di realizzare contatti, giunzioni e circuiti in enorme quantità, per ottenere economie di scala e abbattere i costi di produzione.
Le proprietà di conduzione dei nanotubi può essere variata drogandoli, inserendo nella loro struttura atomi aventi le caratteristiche ricercate. Tra i risultati più interessanti c'è un diodo nanometrico formato da due nanotubi che permette il passaggio della corrente in un senso ma non in quello opposto.

## Produzione di nanotubi e loro purificazione
I nanotubi possono essere sintetizzati utilizzando diverse tecniche più o meno complesse grazie alla vaporizzazione del carbonio e all'utilizzo del laser. Ciò che accomuna i vari processi è il risultato: una grande frazione dei nanotubi prodotti presenta imperfezioni che li rendono praticamente inutilizzabili. Nasce così la necessità di purificare il prodotto. I sistemi di purificazione sono numerosi, ma presentano tutti il problema di non essere in grado di separare i nanotubi ideali senza danneggiarli. Purificazioni molto spinte possono portare a una perdita consistente dei nanotubi prodotti e possono danneggiare seriamente la loro morfologia iniziale (alcune tecniche presentano livelli di scarto superiore al 90%). Tutto questo provoca un costo di produzione elevatissimo che porta la ricerca a essere limitata ai grandi centri di studio e sviluppo.

### Sintesi
Le tecniche che permettono la produzione di CNT in grossa quantità includono:
- Ionizzazione dei gas
- ablazione laser
- torcia al plasma
- disproporzionamento ad alta pressione di monossido di carbonio CO (HiPco)
- deposizione chimica da vapore (CVD)

La maggior parte di questi processi avviene sottovuoto o con gas di processo. Il CVD permette lo sviluppo di CNT a pressione atmosferica o sottovuoto. Una gran quantità di CNT possono essere sintetizzati tramite questi metodi, ma i continui progressi nella catalisi e nei processi di crescita stanno rendendo il CNT più commercialmente accessibile.

#### Ionizzazione dei gas
I nanotubi sono stati osservati nel 1991 nella fuliggine di carbonio tramite elettrodi di grafite durante una scarica ad arco, utilizzando un'intensità di corrente pari a 100 Ampere che serviva per la produzione di fullereni. La prima produzione macroscopica di CNT risale al 1992 grazie a 2 ricercatori del NEC Corporation. Il metodo di produzione era lo stesso di quello del 1991. Durante questo processo, il carbonio contenuto nell'elettrodo negativo sublima a causa dell'alta temperatura di scarico. Poiché questo metodo ha portato alla scoperta dei nanotubi di carbonio, è stato anche il metodo più utilizzato: ha un rendimento fino al 30% in peso e consente la produzione di nanotubi di carbonio a parete singola e a parete multipla con lunghezza complessiva fino a 50 micrometri, con pochi difetti strutturali.

#### Ablazione laser
Nel processo di ablazione laser, un laser pulsante vaporizza un bersaglio di grafite all'interno di un reattore ad alta temperatura, mentre un gas inerte viene iniettato nella camera di reazione. Nanotubi si sviluppano sulle superfici più fredde del reattore proprio come si condensa il carbonio vaporizzato. Una superficie raffreddata ad acqua può essere inclusa nel sistema di raccolta dei nanotubi. Questo processo è stato sviluppato dal dr. Richard Smalley e collaboratori della Rice University, che al tempo della scoperta dei nanotubi di carbonio stavano realizzando la "sabbiatura" di alcuni metalli con un laser per la produzione varie molecole metalliche. Quando seppero dell'esistenza dei nanotubi di carbonio hanno sostituito i metalli con grafite per creare nanotubi a parete multipla. Nello stesso anno,lo stesso team usò un composto di grafite e di particelle metalliche catalizzatrici (il miglior rendimento è una miscela di cobalto e nichel)  per sintetizzare nanotubi di carbonio a parete singola.
L'ablazione laser ha un rendimento circa del 70% con la produzione di nanotubi principalmente a parete singola con diametro controllabile in base alla temperatura in cui avviene la reazione.
Questo metodo è più costoso sia della scarica ad arco (ionizzazione dei gas) che della deposizione chimica da vapore.

#### Torcia al plasma
Nanotubi a singola parete possono essere sintetizzati con il metodo plasma termico ad induzione, scoperto nel 2005 da gruppi di ricerca della University of Sherbrooke e National Research Council of Canada. Il metodo è simile all'arco elettrico in entrambi i metodi si utilizza gas ionizzato per raggiungere la temperatura elevata necessaria per vaporizzare il carbonio e il metallo catalizzatore necessario per la produzione del nanotubo. Il plasma termico è indotto da correnti oscillanti ad alta frequenza in una bobina ed è mantenuto a flusso di gas inerte . Tipicamente, utilizzando come materia prima del nerofumo e particelle di catalizzatore metallico si immettono nel plasma, e poi si raffredda per formare nanotubi di carbonio a parete singola. Tipi differenti a parete singola possono essere sintetizzati con questo metodo con diametro variabile.

#### Deposizione chimica da vapore (CVD)

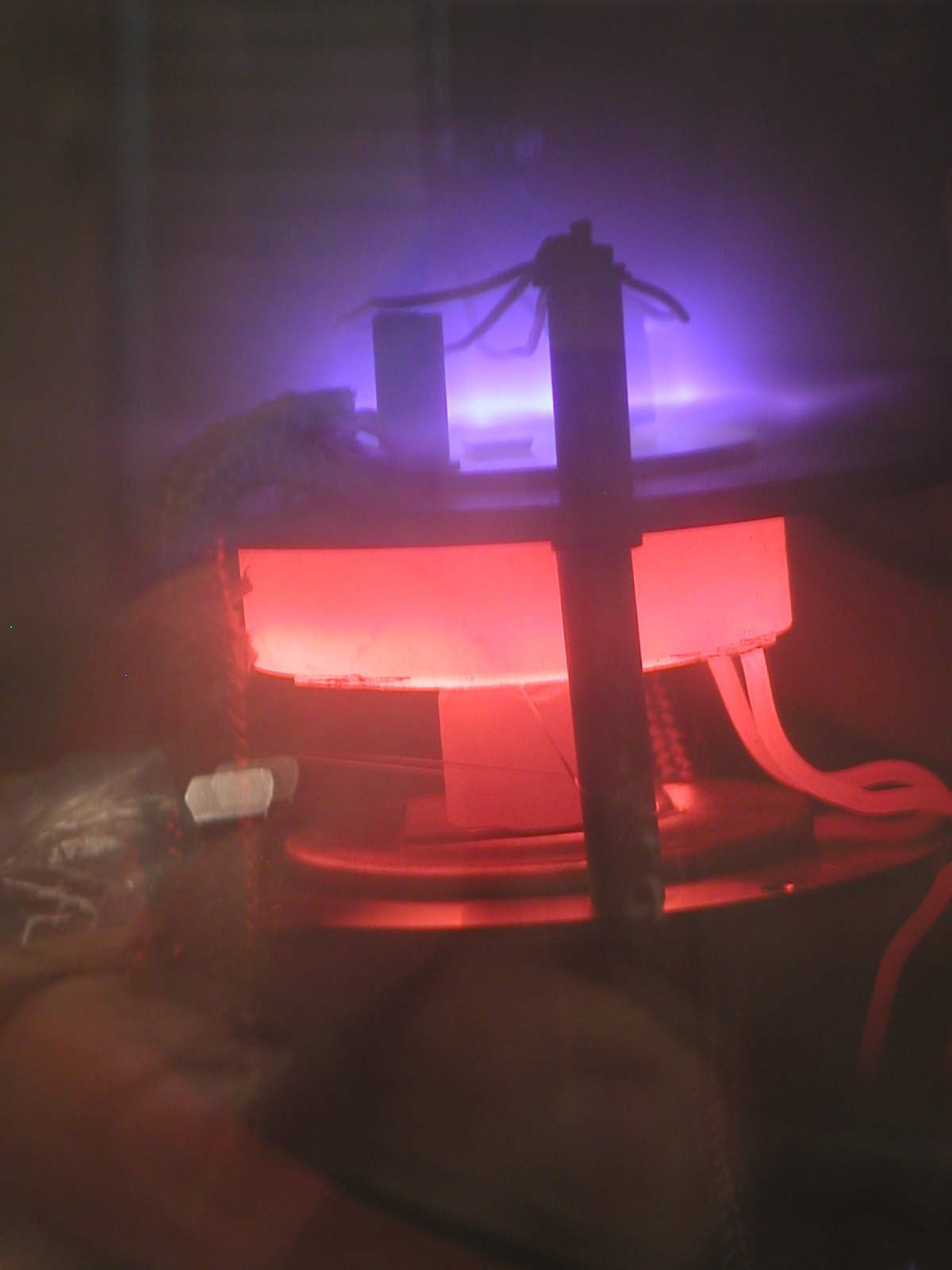
Nanotubi che stanno crescendo nel plasma, dove l'effetto di quest'ultimo è accresciuto attraverso la tecnica della deposizione chimica da vapore

Questa tecnica è stata descritta per la prima volta nel 1952 e utilizzata una seconda volta nel 1959.  Ma è stato solo nel 1993 che si è potuti ottenere nanotubi di carbonio a partire da questa tecnica. Nel 2007 ricercatori dell'Università di Cincinnati svilupparono un processo per far crescere matrici di nanotubi di carbonio su un sistema di crescita FirstNano ET3000 con una lunghezza di 18 mm.
Durante il CVD, un substrato viene preparato con uno strato di particelle di catalizzatore di metallo, più comunemente nichel, cobalto, ferro, o una combinazione. Le nanoparticelle metalliche possono essere prodotte anche da altri modi, tra cui la riduzione di ossidi o da ossidi di soluzioni solide. I diametri dei nanotubi che si intende coltivare sono legati alla dimensione delle particelle metalliche. Ciò può essere controllato (o mascherato) dal modello di deposizione del metallo, ricottura, o mediante incisione al plasma di uno strato di metallo.
Il substrato viene riscaldato a circa 700 °C. Per avviare la crescita di nanotubi, due gas vengono iniettati nel reattore: un gas di processo (come ammoniaca, azoto o idrogeno) e un gas contenente carbonio (ad esempio acetilene, etilene, etanolo o metano). I nanotubi crescono nei siti del catalizzatore metallico, il gas contenente carbonio si frammenta lontano dalla superficie della particella di catalizzatore, ed il carbonio viene trasportato ai bordi della particella, dove forma nanotubi. Questo meccanismo è ancora allo studio dei ricercatori.
Durante il processo di crescita, le particelle di catalizzatore possono alloggiare alle punte del nanotubo crescente, o rimanerne alla base, a seconda della adesione tra la particella di catalizzatore ed il substrato. La decomposizione termica catalitica di idrocarburi è diventata un'area attiva di ricerca e può essere un percorso promettente per la produzione di massa di CNT. Reattore a letto fluido è il reattore più utilizzato per la preparazione CNT. Lo Scale-up (produzione su vasta scala) del reattore è la principale sfida attuale.
CVD è un metodo comune per la produzione commerciale di nanotubi di carbonio. A questo scopo, le nanoparticelle metalliche sono mescolate con un supporto catalizzatore come MgO o Al2O3 per aumentare la superficie per una maggiore resa della reazione catalitica del carbonio con le particelle metalliche. Un problema in questa via di sintesi è la rimozione del supporto catalitico mediante un trattamento acido, che a volte potrebbe distruggere la struttura originale dei nanotubi di carbonio. Tuttavia, supporti catalitici alternativi che sono solubili in acqua sono dimostrati efficaci per la crescita di nanotubi.
Se il plasma viene generato dall'applicazione di un forte campo elettrico durante il processo di crescita (plasma enhanced chemical vapor deposition), allora la crescita del nanotubo seguirà la direzione del campo elettrico. Regolando la geometria del reattore è possibile sintetizzare nanotubi di carbonio allineati verticalmente (cioè, perpendicolare al substrato), una morfologia che è stata di interesse per ricercatori interessati nella emissione di elettroni da nanotubi. Senza il plasma, i nanotubi risultanti sono spesso orientati casualmente. In determinate condizioni di reazione, tra cui anche in assenza di un plasma, nanotubi ravvicinati manterranno una direzione risultante di crescita in verticale, realizzando una fitta serie di tubi paragonati dagli scienziati ad un tappeto o una foresta.
Tra i vari metodi per la sintesi di nanotubi, CVD è il più promettente per la produzione su scala industriale, a causa del suo rapporto prezzo / unità, e perché CVD è in grado di produrre nanotubi direttamente su un substrato desiderato, mentre i nanotubi in altre tecniche di crescita devono essere raccolti. I siti di crescita sono controllabili da un'attenta deposizione del catalizzatore.
Nel 2007, un team dell'Università di Meijo ha dimostrato una tecnica CVD ad alta efficienza per la coltivazione di nanotubi di carbonio da canfora. I ricercatori della Rice University, fino a poco tempo guidati dal compianto Richard Smalley, si sono concentrati per trovare metodi per la produzione di grandi quantità di particolari tipi di nanotubi. Il loro approccio consiste nel far crescere lunghe fibre da molti piccolissimi rami di nanotubo tagliati da un singolo nanotubo originale. Tutte le fibre risultanti sono risultate essere dello stesso diametro del nanotubo originale e dovrebbero essere anche dello stesso tipo del nanotubo originale.

#### Super-crescita da CVD
Super crescita da CVD è un processo che è stato sviluppato da Kenji Hata, Sumio Iijima e collaboratori dell'AIST, Giappone. In questo processo, l'attività e la vita del catalizzatore sono arricchiti con l'aggiunta di acqua nel reattore CVD. Con questo metodo sono state prodotte dense "foreste" di nanotubi alte pochi millimetri, allineate normalmente al substrato .Le foreste hanno un tasso di crescita espresso dall'equazione:
In questa equazione, β è il tasso di crescita iniziale e {\ tau} _o è la caratteristica durata del catalizzatore. La loro superficie specifica superiore a 1.000 m2 / g (limite) o di 2.200 m2 / g (non livellata),superando il valore di 400-1,000 m2 / g per i campioni HiPco.
L'efficienza di sintesi è circa 100 volte maggiore rispetto al metodo di ablazione laser. Il tempo richiesto per fare foreste SWNT della altezza di 2,5 mm da questo metodo era di 10 minuti nel 2004. Quelle foreste SWNT possono essere facilmente separati dal catalizzatore, producendo materiale SWNT pulito (purezza> 99,98%), senza ulteriore purificazione. Per confronto a pari crescita, CNT HiPco contengono circa il 5-35%  delle impurità metalliche, è cioè purificato attraverso la dispersione e la centrifugazione che danneggia i nanotubi. Il processo di super-crescita evita questo problema.
La densità di massa di CNT ottenuti dalla super-crescita è di circa 0,037 g/cm3. È molto inferiore a quella del convenzionale CNT in polvere (~ 1,34 g/cm3), probabilmente perché questi contengano metalli e carbonio amorfo. Il metodo della super-crescita è fondamentalmente una variazione di CVD. Pertanto, è possibile coltivare materiale contenente SWNT, DWNTs e MWNTs, e di modificare i loro rapporti regolando le condizioni di crescita. I loro rapporti cambiamento dalla magrezza del catalizzatore. Molti MWNTs sono incluse in modo che il diametro del tubo è ampia. Le foreste nanotubi allineati verticalmente provengono dall'"effetto zipping" quando sono immersi in un solvente ed essiccato. L'effetto zipping è causato dalla tensione superficiale del solvente e le forze di van der Waals fra i nanotubi di carbonio. Allinea i nanotubi in un materiale denso, che può essere costituito in varie forme, ad esempio fogli e sbarre, se è applicata una compressione debole durante il processo. La densificazione aumenta nella scala di Vickers di circa 70 volte e la densità è 0,55 g/cm3. I nanotubi di carbonio sono imballati per più di 1 mm di lunghezza e hanno una purezza di carbonio del 99,9% o superiore.

#### Fiamma naturale, accidentale o controllata
Fullereni e nanotubi di carbonio non sono necessariamente prodotti di laboratori ad alta tecnologia e si formano comunemente in luoghi banali come fiamme normali, prodotte dalla combustione di metano, di etilene, di benzene, in quanto sono stati trovati nella fuliggine dopo la combustione con i suddetti reagenti. Tuttavia, queste varietà presenti in natura possono essere molto irregolari per dimensioni e qualità, perché l'ambiente in cui vengono prodotti è poco controllato. Così, anche se possono essere utilizzati in alcune applicazioni, può mancare l'alto grado di uniformità necessario per soddisfare le molteplici esigenze della ricerca e dell'industria. I recenti sforzi si sono concentrati sulla produzione di nanotubi di carbonio più uniformi in ambienti con fiamma controllata. Tali metodi hanno permesso la sintesi di nanotubi a basso costo basata su modelli teorici, anche se devono competere con la produzione in rapido sviluppo e su vasta scala del CVD.

#### Rimozione dei catalizzatori
Catalizzatori metallici nanometrici sono fattori importanti per la continua sintesi di CNT tramite il CVD. Permettono di aumentare l'efficienza di crescita di CNT e possono dare il controllo sulla loro struttura e la chiralità. Durante la sintesi, catalizzatori possono convertire i precursori di carbonio in strutture tubolari del carbonio, ma possono anche incapsulare, andando a ricoprire il carbonio. Insieme a ossido di metallo che funge da sostegno, essi possono pertanto essere incorporati nel prodotto CNT.

## Innovazioni
- L'azienda inglese Surrey NanoSystems ha prodotto un rivestimento formato da nanotubi di carbonio, chiamato Vantablack, riconosciuto come il materiale più nero esistente. Esso riflette lo 0.035% della luce visibile assorbendone il resto.
- Alla Case Western Reserve University si sta lavorando alla creazione di nanotubi autoassemblanti.
- All'Università della California cercano di impiantare neuroni di topo (prelevati dall'ippocampo) su uno strato di nanotubi a parete multipla con lo scopo di sperimentare interfacce neuro-informatiche
- Al Massachusetts Institute of Technology stanno sviluppando batterie innovative basate su nanotubi.
- Chris Cox, un architetto, recentemente ha adottato il nanotubo come elemento strutturale in un progetto vincente dell'architetto Emrson Prosser.
- Un progetto (NaPhoD) nato dalla collaborazione di alcune università europee sta lavorando all'inserimento di molecole organiche fotoattive all'interno di nanotubi di carbonio.
- Il dipartimento di chimica e scienze ambientali del New Jersey Institute of Technology (USA) ha annunciato risultati che fanno intravedere la possibilità di creare celle fotovoltaiche molto economiche basate su nanotubi di carbonio (2007).
- I ricercatori di IBM hanno realizzato un transistor in nanotubi di carbonio delle dimensioni di 9 nanometri, dimostrando come sia possibile, pur scendendo al di sotto della barriera dei 10 nanometri, realizzare un dispositivo in grado di mostrare migliori proprietà di qualunque altro transistor di queste dimensioni, compresi quelli in silicio.[6]

## Rischi per la salute
La tossicità dei nanotubi di carbonio è un'importante questione in nanotecnologia. Le ricerche sono iniziate ancora da poco e attualmente sono in corso numerosi studi per verificare la possibilità di rischi per la salute dovute all'ingestione o all'inalazione di nanotubi. I risultati preliminari evidenziano le difficoltà nella valutazione della tossicità di questo materiale eterogeneo. Parametri come struttura, distribuzione dimensionale, area superficiale, chimica di superficie, carica superficiale e stato di agglomerazione e purezza dei campioni, hanno un notevole impatto sulla reattività di nanotubi di carbonio. Si è dimostrato che i nanotubi di carbonio possono attraversare le naturali difese dell'organismo, raggiungendo gli organi e scatenando reazioni infiammatorie e fibrotiche. In altre condizioni i nanotubi di carbonio possono penetrare all'interno del citoplasma e causare l'Apoptosi (morte cellulare).
Risultati sui roditori hanno dimostrato che indipendentemente dalla modalità di sintesi del Nanotubo di carbonio, dal tipo e dalla quantità di metalli contenuti, i CNT possono causare infiammazione, granuloma epitelioide, fibrosi e cambiamenti dal punto di vista del funzionamento biochimico/tossicologico dei polmoni.
La forma aghiforme dei nanotubi di carbonio è simile a quella delle fibre di amianto. Questo conduce all'idea che, proprio come l'amianto, anche i CNT possono causare mesotelioma, sia al livello del rivestimento pleurico sia al livello del rivestimento della cavità peritoneale. Uno studio pilota rafforza questa previsione: gli scienziati che espongono la cavità peritoneale a CNT osservano tumori molto simili a quelli causati dall'amianto con andamento patologico che include infiammazione e formazione di granulomi. Gli autori dello studio concludono:
Considerata la novità di queste tecnologie, si tratta naturalmente di studi da approfondire e deve essere ancora verificato se tali effetti evolvano poi in forme cancerose..